# Antheraea ochripicta
Antheraea ochripicta är en fjärilsart som beskrevs av Moore 1892. Antheraea ochripicta ingår i släktet Antheraea och familjen påfågelsspinnare. Inga underarter finns listade i Catalogue of Life.